# 熊希龄墓园
熊希龄墓园，位于中国北京市海淀区四季青镇北辛村，是中华民国初期政治家熊希龄的墓园。

## 历史
如今的熊希龄墓园最早是1912年迁移熊老先生遗骨而兴建，是熊希龄家族的墓地。1931年11月，熊希龄为妻子朱其慧卜葬北京西山之时，也为自己留下了生圹。1937年底，熊希龄突发脑溢血在香港病逝，享年68岁。熊希龄的遗体安葬于香港仔華人永遠墳場。
“文化大革命”期间，如今的熊希龄墓园的建筑受到严重破坏。1992年5月17日，香山慈幼院校友会将熊希龄的遗骨从香港迁葬于此。1999年1月，熊希龄墓园被海淀区人民政府公布为海淀区重点文物保护单位。
熊希龄墓园的环境一直非常糟糕。2005年，北京市海淀区第十三届人大代表汤蕉媛在海淀区第十三届人大二次会议上，提交《迁出在海淀区文物保护单位——“熊希龄墓园”内长期非法居住并盖房出租的住户》的建议，建议把在熊希龄墓园长期非法居住并兴建房屋出租牟利的住户迁出，拆除公厕，就地兴建“爱国慈善教育家熊希龄纪念馆”，落实熊希龄墓园作为海淀区重点文物保护单位的地位。此后，汤蕉媛作为海淀区第十三、十四届人大代表，联名百余名代表连续七年提出整治熊希龄墓园环境的建议。海淀区及北京市有关部门在2013年10月终于将外来人员全都迁出墓园，并且在香山街道的支持下，清运墓园内的垃圾几十吨，在2013年11月完成了熊希龄墓园的环境治理。

## 建筑
墓园坐西北朝东南，周围建有虎皮石墙。墓园大门为花岗岩制成，额书“熊希龄先生墓园”。
墓园中间为熊希龄之墓，墓碑是1990年复制，原碑立于香港熊氏墓地，由蔡元培题写，碑文为“先考熊公秉三之墓”。
熊希龄之墓的西北为熊希龄的父母“先翁熊公云卿大人、先姑熊母吴太夫人之墓”，西南为“先妣熊母朱太夫人”朱其慧墓。东北为一座空墓。东南20米处为熊希龄之子“先嗣父熊公泉之墓”，并卧有原“先伯父熊公泉之墓” 墓碑。墓园中还散落着半埋在土中的残碑1块，以及双龙戏珠碑座1个。 